# 마야 야게르
마야 부스크비에르 야게르(덴마크어: Maja Buskbjerg Jager, 1991년 12월 22일~)는 덴마크의 양궁 선수로 주 종목은 리커브이다. 2012년과 2020년 하계 올림픽에 참가했으며, 2013년 세계 선수권 대회에서 개인전 우승을 차지하며 덴마크 선수로는 최초로 세계 양궁 선수권 대회에서 우승을 차지했다.